# U 172
U 172 war ein deutsches U-Boot vom Typ IX C, das im Zweiten Weltkrieg von der deutschen Kriegsmarine eingesetzt wurde. Es versenkte auf seinen sechs Unternehmungen 26 Schiffe mit 152.777 BRT, wobei insgesamt 466 Menschen starben, und wurde selbst am 13. Dezember 1943 im Mittelatlantik versenkt, wobei von den 59 Besatzungsmitgliedern 13 starben und 46 in US-amerikanische Kriegsgefangenschaft gerieten.

## Technik und Geschichte
U 172 war ein Tauchboot für ozeanische Verwendung. Es war ein U-Boot vom Zweihüllentyp und hatte eine Wasserverdrängung von 1120 t über und 1232 t unter Wasser. Es hatte eine Länge von 76,76 m, eine Breite von 6,76 m und einen Tiefgang von 4,70 m. Mit den beiden 2200 PS MAN-Neunzylinder-Viertakt Dieselmotoren M 9 V 40/46 mit Aufladung konnte eine Höchstgeschwindigkeit über Wasser von 18,3 kn erreicht werden. Bei 10 kn Fahrt konnten 12.000 Seemeilen zurückgelegt werden. Die beiden 500 PS SSM-Doppel-E-Maschinen GU 345/34 hatten 62×62 Akku-Zellen AFA Typ 44 MAL 740 W. Es konnte eine Höchstgeschwindigkeit unter Wasser von 7,3 kn erreicht werden. Bei 4 kn Fahrt konnte eine Strecke von 64 Seemeilen zurückgelegt werden. Aus 4 Bug- und 2 Hecktorpedorohren konnten 22 Torpedos oder bis zu 44 TMA- oder 66 TMB-Minen ausgestoßen werden. Die Tauchtiefe betrug 100–200 m. Die Schnelltauchzeit betrug 35 Sekunden. Es hatte ein 10,5-cm Utof L/45 Geschütz mit 180 Schuss und 1× 3,7-cm Fla-Waffe mit 2625 Schuss, 1× 2-cm-Fla-Waffe mit 4250 Schuss. Ab 1943/44 erfolgte bei diesem Bootstyp der Ausbau der 10,5-cm-Kanone und Einbau von 4× 2-cm-Zwillings-Fla-Geschützen mit 8500 Schuss. Die Besatzungsstärke konnte aus vier Offizieren und 44 Mannschaften bestehen. Die Kosten für den Bau betrugen 6.448.000 Reichsmark.
Der Auftrag für das Boot wurde am 23. Dezember 1939 an die AG Weser in Bremen vergeben. Die Kiellegung erfolgte am 11. Dezember 1940, der Stapellauf am 31. Juli 1941, die Indienststellung unter Kapitänleutnant Carl Emmermann fand schließlich am 5. November 1941 statt.
U 172 gehörte vom 5. November 1941 bis zum 30. April 1942 als Ausbildungsboot der 4. U-Flottille in Stettin, und vom 1. Mai 1942 bis zu seiner Versenkung am 13. Dezember 1943 als Frontboot der 10. U-Flottille in Lorient an.
Es absolvierte sechs Feindfahrten, auf denen 26 Schiffe mit 152.777 BRT versenkt werden konnten. U 172 wurde am 13. Dezember 1943 im Mittelatlantik westlich der Kanarischen Inseln von US-amerikanischen Trägerflugzeugen versenkt. 13 Mann kamen dabei ums Leben, 46 wurden gerettet.

## Kommandanten

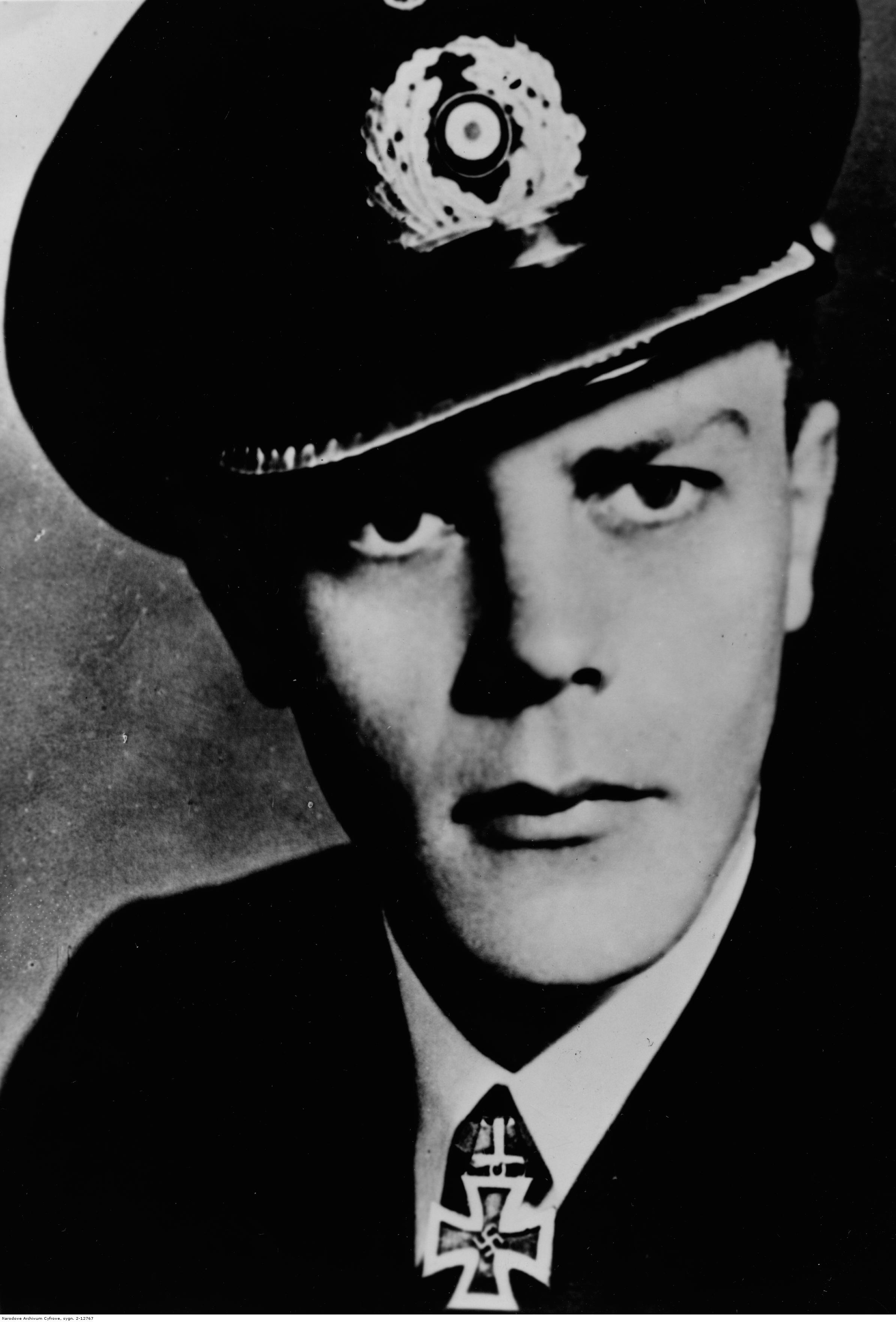
Carl Emmermann, ca. 1943

### Hermann Hoffmann
Hermann Hoffmann wurde am 27. April 1921 in Hannover geboren. Er trat am 16. September 1939 als Offiziersanwärter in die Kriegsmarine ein und gehörte zur Crew X/39. Vom 16. September 1939 bis zum 4. November 1941 absolvierte er die Grund- und Bordausbildung, durchlief die einzelnen Fähnrichslehrgänge und legte anschließend seine Offiziershauptprüfung ab. In dieser Zeit absolvierte er auch die U-Bootausbildung und nahm an der Baubelehrung für U 172 bei der 6. Kriegsschiffbaulehrabteilung in Bremen teil. Ab 5. November 1942 wurde er II. und ab Januar 1943 I. Wachoffizier auf diesem U-Boot. Nach fünf sehr erfolgreichen Feindfahrten unter Carl Emmermann, übernahm er, nach einem Kommandantenlehrgang vom September bis Oktober 1943, am 1. November 1943 das Kommando über U 172. Nach nur einer erfolglosen Unternehmung wurde das Boot im Mittelatlantik versenkt und Hoffmann geriet in Kriegsgefangenschaft, aus der er am 8. Mai 1946 entlassen wurde. Hermann Hoffmann starb am 1. November 1982 im Alter von 61 Jahren. Sein letzter Dienstgrad war Oberleutnant zur See (1. Oktober 1943).

## Einsatzstatistik

### Erste Unternehmung
Das Boot lief am 22. April 1942 um 7.00 Uhr von Kiel aus. Zur Brennstoffergänzung lief das Boot am 23. April 1942 in Kristiansand ein, um am 24. April 1942 von dort seine erste Unternehmung anzutreten. Die Fahrt ging über die Nordsee, den Nordatlantik und die Biscaya zu seinem neuen Stützpunkt in Lorient, wo es am 3. Mai 1942 um 9.00 Uhr nach zwölf Tagen auf See und einer zurückgelegten Strecke von 2.496,5 sm über und 100 sm unter Wasser festmachte. Das Boot konnte auf seiner ersten Unternehmung keine Schiffe versenken oder beschädigen.

### Zweite Unternehmung
Das Boot lief am 11. Mai 1942 um 20.00 Uhr von Lorient aus. Nach Schwierigkeiten mit dem Kompass, lief es am 12. Mai 1942 um 8.08 Uhr wieder in Lorient ein.
Nach der Reparatur lief U 172 noch am gleichen Tag um 19.54 Uhr wieder aus. Die Fahrt ging über die Biscaya, den Nordatlantik, den Westatlantik in die Karibik. Das Boot operierte in der Mona-Passage, vor den Kleinen Antillen, vor Colón und bei Haiti und Jamaika.
- Am 27. Mai 1942 wurde der britische Tanker Athelknight (Lage) mit 8.940 BRT durch zwei Torpedos sowie Artilleriebeschuss versenkt. Er fuhr in Ballast und war auf dem Weg von Barry nach Curaçao. Dabei wurden neun Mann getötet, 43 überlebten.
- Am 3. Juni 1942 sichtete U 172 im Mittelatlantik den US-amerikanischen Dampfer City of Alma (Lage) mit 5.446 BRT, der 7.400 t Manganerz geladen hatte und auf dem Weg von Port Everglades (Florida) nach Nuevitas war. Emmermann versenkte das Schiff mit einem Torpedo. Dabei starben 39 Mann, zehn konnten sich retten.
- Am 5. Juni 1942, versenkte U 172 den US-amerikanischen Dampfer Delfina (Lage) mit 3.480 BRT. Er hatte Rohzucker geladen und befand sich auf dem Weg von Aruba nach San Juan. Der Dampfer wurde durch einen Torpedo versenkt. Vier Mann fanden den Tod, 27 konnten sich retten.
- Drei Tage später wurde das US-amerikanische Motorschiff Sicilien versenkt (Lage) mit 1.654 BRT. Es hatte Stückgut sowie Zucker geladen und war auf dem Weg von Kingston nach San Juan (Puerto Rico). U 172 versenkte das Schiff mit einem Torpedo. 46 Menschen fanden den Tod, 31 konnten sich retten.

Nach Umladen der restlichen Torpedos vom Oberdeck am 9. Juni 1942 operierte das Boot weiter in der Karibik.
- Am 14. Juni 1942 versenkte es den US-amerikanischen Dampfer Lebore (Lage) mit 8.229 BRT. Das Schiff hatte 10.145 t Kohle geladen und befand sich auf dem Weg von Newport News über den Panamakanal nach Cruz Grande in Chile. Der Dampfer wurde mit drei Torpedos und der 10,5-cm-Kanone versenkt. Ein Mann starb, 45 konnten sich retten.
- Am 15. Juni 1942 wurde der norwegische Dampfer Bennestvet (Lage) mit 2.438 BRT versenkt. Seine Ladung bestand aus Kriegsmaterial, das er von New Orleans nach Cristóbal bringen sollte. Das Schiff wurde durch einen Torpedo versenkt. Dabei kamen 12 Mann ums Leben, 23 konnten sich retten.
- Am 18. Juni 1942, traf es den US-amerikanischen Tanker Motorex (Lage) mit 1.958 BRT. Er hatte 20.000 Barrel Dieselöl geladen und befand sich auf dem Weg von Corpus Christi nach Cristobal. Der kleine Tanker wurde mit 40 Schuss aus der 10,5-cm-Kanone versenkt. Dabei starb ein Mann, 20 konnten sich retten.
- Am 23. Juni 1942 wurde das kolumbianische Segelschiff Resolute (Lage) mit 35 BRT angehalten und mit Handgranaten versenkt. Kurs und Ladung des Schiffes blieben unbekannt. Es starben sechs Mann, vier konnten sich retten.
- Am 24. Juni 1942 wurde der Rückmarsch angetreten, auf dem am 9. Juli 1942 als letztes Schiff dieser Unternehmung der US-amerikanische Dampfer Santa Rita mit 8.379 BRT versenkt werden konnte. Er hatte 8.600 t Stückgut geladen inklusive 5.000 t Chromerz und befand sich auf dem Weg von Kapstadt nach Charleston. Das Schiff wurde durch einen Torpedo beschädigt und anschließend durch ein Sprengkommando mit Sprengladungen versenkt. Drei Mann starben, 57 konnten gerettet werden.

Nach dem Rückmarsch über den Nordatlantik und die Biscaya lief U 172 nach 77 Tagen auf See und einer zurückgelegten Strecke von 11.433 sm über und 214 sm unter Wasser am 21. Juli 1942 um 16.00 Uhr in die Bunkerbox A 2 in Lorient ein. Es hatte auf dieser Unternehmung neun Schiffe mit 40.619 BRT versenkt.

### Dritte Unternehmung
Das Boot lief am 19. August 1942 um 19.00 Uhr von Lorient aus. U 172 bildete zusammen mit den Booten U 459, U 504, U 156 und U 68 die U-Bootgruppe Eisbär, die vor Kapstadt operieren sollte. Der Weg dorthin führte das Boot über die Biscaya, den Nordatlantik, den Mittelatlantik und den Südatlantik nach Kapstadt. Am 22. September 1942 wurde U 172 vom Versorgungsboot U 459 mit 107 m³ Brennstoff und Proviant versorgt. Am 4. Oktober 1942 wurde der Leuchtturm von Cap Columbia gesichtet. Zwei Tages später stand das Boot vor der Reede von Kapstadt.
- Am 7. Oktober 1942, versenkte das Boot im Südatlantik seine ersten beiden Schiffe. Das erste war der US-amerikanische Dampfer Chickasaw City (Lage) mit 6196 BRT. Er wurde durch zwei Torpedos getroffen. Das Schiff hatte 1.400 t Chromerz, 200 t Felle sowie 400 Sack Kaffee geladen und wollte von Kapstadt nach Port of Spain. Sieben Mann wurden getötet, 42 konnten sich retten. Das zweite Schiff war das panamaische Motorschiff Firethorn mit 4.700 BRT, es wurde ebenfalls durch zwei Torpedos versenkt. Es hatte Kriegsgüter geladen und befand sich auf dem Weg von New York über Trinidad und die Tafelbucht nach Suez. Zwölf Mann wurden getötet, 49 gerettet.
- Am 8. Oktober 1942, traf es den griechischen Dampfer Pantelis (Lage) mit 3.845 BRT. Er fuhr in Ballast und war auf dem Weg von Beirut über Aden und die Tafelbucht nach Buenos Aires. Er wurde durch einen Torpedo versenkt. Es gab 28 Tote und fünf Überlebende.
- Am 10. Oktober 1942 wurde 280 sm nordwestlich von Kapstadt, der britische Dampfer Orcades (Lage) mit 23.456 BRT versenkt. Er fuhr im Auftrag der britischen Marine. An Bord befanden sich 711 Passagiere sowie 3.000 t Stückgut. Das Schiff war auf dem Weg von Suez nach Kapstadt. Das große Schiff wurde durch sechs Torpedos versenkt. 28 Besatzungsmitglieder, zwei Kanoniere und 18 Passagiere kamen ums Leben, 299 Besatzungsmitglieder und 693 Passagiere konnten gerettet werden.
- Am 30. Oktober 1942 trat U 172 den Rückmarsch an. Einen Tag später, am 31. Oktober 1942, lief im Südatlantik westlich von Port Nolloth das britische Motorschiff Aldinton Court (Lage) mit 4.891 BRT vor die Rohre von U 172. Es hatte 6.614 t Stückgut inklusive Kohle, Benzin, Traktoren sowie Bier geladen und befand sich auf dem Weg von Philadelphia über Trinidad und die Saldanha Bay nach Alexandria. Das Schiff wurde durch zwei Torpedos versenkt. 34 Mann starben, zehn konnten gerettet werden.
- Am 2. November wurde der britische Dampfer Llandilo (Lage) mit 4.966 BRT versenkt. Er hatte 9.024 t amerikanische Militärgüter geladen und befand sich auf dem Weg von New York über Trinidad und die Saldanha Bay und Durban nach Bombay. Das Schiff wurde durch einen Torpedo versenkt. Es gab 24 Tote und 20 Überlebende.
- Am 23. November 1942 traf es, 750 sm östlich des Amazonas River, den britischen Dampfer Benlomond (Lage) mit 6.630 BRT. Er fuhr in Ballast und wollte von Port Said und Kapstadt nach Paramaribo und New York. Bei der Versenkung kam die gesamte Besatzung von 55 Mann bis auf den Steward Poon Lim, der nach 133 Tagen gerettet wurde, ums Leben.
- Am 28. November 1942 versenkte U 172 als letztes Schiff dieser Unternehmung im Mittelatlantik den US-amerikanischen Dampfer Alaskan (Lage) mit 5.364 BRT. Er hatte 800 t Chromerz sowie Lastkraftwagen geladen und war auf der Reise von Kapstadt nach New York. Er wurde durch einen Torpedo und Artillerie versenkt. Bei dieser letzten Versenkung kamen fünf Seeleute ums Leben, 41 konnten sich retten.

Auf dem weiteren Rückmarsch nach Frankreich wurde das Boot nochmals am 9. Dezember 1942, im Mittelatlantik, vom deutschen Versorgungsboot U 461 mit 55 m³ Brennstoff versorgt, bevor das Boot über den Nordatlantik und der Biscaya, nach 131 Tagen auf See und zurückgelegten 19.943,5 sm über und 606,5 sm unter Wasser, am 27. Dezember 1942 um 12.00 Uhr in Lorient einlief. Es hatte auf dieser Unternehmung acht Schiffe mit 60.048 BRT versenkt.

### Vierte Unternehmung
Das Boot lief am 21. Februar 1943 um 16.00 Uhr von Lorient aus. Der Marsch erfolgte über die Biscaya, den Nordatlantik, den Mittelatlantik, die Azoren und die Kanarischen Inseln. Auf dem Marsch ins Operationsgebiet, wurde das Boot am 1. März 1943 im Nordatlantik von U 590 mit 20 m³ Brennstoff versorgt.
- Am 4. März 1943, wurde im Nordatlantik, westlich der Azoren, der britische Dampfer City of Pretoria (Lage) mit 8.049 BRT versenkt. Er hatte 7.032 t Stückgut geladen und wollte von New York nach Liverpool. Das Schiff wurde durch zwei Torpedos versenkt. Es gab keine Überlebenden, 145 Menschen starben.
- Zwei Tage später traf es das norwegische Motorschiff Thorstrand (Lage) mit 3.041 BRT. Das Schiff hatte 1.324 t Stückgut inklusive Glaswaren, Salz, Whisky, Aluminium sowie Post geladen und war auf der Reise von Liverpool nach St. John’s. Es wurde durch zwei Torpedos versenkt. Vier Seeleute starben, 43 konnten gerettet werden.
- Nach dem Umladen von Torpedos vom Oberdeck am 7. März 1943, wurde am 13. März 1943 im Nordatlantik der US-amerikanische Dampfer Keystone (Lage) mit 5.565 BRT durch zwei Torpedos versenkt. Er hatte 4.500 t Stückgut an Bord und Flugzeuge, Panzer, Lastkraftwagen und Benzin als Decksladung. Er wollte von Keystone (New York) nach Nordafrika. Zwei Seeleute starben, 71 wurden gerettet. Das Schiff gehörte zum Konvoi UGS-6 mit 45 Schiffen.
- Am 16. März 1943 traf es im Nordatlantik den US-amerikanischen Dampfer Benjamin Harrison (Lage) mit 7.191 BRT. Das Schiff hatte 4.250 t Lebensmittel, Maschinen, Munition, Zugmaschinen sowie Panzer geladen und wollte von New York nach Nordafrika. Emmermann versenkte das Schiff durch einen Torpedo. Drei Mann kamen ums Leben, 69 wurden gerettet. Auch dieses Schiff gehörte zum Konvoi UGS-6.

Ab dem 25. März 1943 bildete U 172 zusammen mit vier weiteren Booten die U-Bootgruppe Seeräuber. Sechs Tage später am 31. März 1943 trat das Boot den Rückmarsch nach Frankreich an. Auf dem Rückmarsch versorgte U 172 am 5. April 1943 das Boot U 510 im Mittelatlantik mit 30 m³ Brennstoff und setzte den Rückmarsch über den Nordatlantik und die Biscaya fort. Nach 55 Tagen auf See und zurückgelegten 7.969,5 sm über und 535 sm unter Wasser, lief U 172 am 17. April 1943 um 7.55 Uhr in Lorient ein. Es konnte auf dieser Unternehmung fünf Schiffe mit 28.467 BRT versenken.

### Fünfte Unternehmung
Das Boot lief am 29. Mai 1943 um 13.45 Uhr von Lorient aus. Der Marsch erfolgte über die Biscaya, den Nordatlantik, den Mittelatlantik und den Südatlantik vor die Küste Brasiliens. Am 16. Juni 1943 wurde das Boot im Mittelatlantik von U 530 mit 25 m³ Brennstoff und Proviant versorgt und der Marsch ins Operationsgebiet fortgesetzt.
- Nach dem am 23. Juni 1943 der Äquator überschritten wurde, wurde am 28. Juni 1943 im Südatlantik der britischen Dampfer Vernon City (Lage) mit 4.748 BRT versenkt. Er hatte 4.000 t Kohle und 3.000 t Koks geladen und war auf dem Weg vom Tyne und Oban nach Montevideo. Emmermann versenkte das Schiff mit einem Torpedo. Es gab keine Verluste, alle 52 Mann wurden gerettet.
- Am 12. Juli 1943 traf es im Südatlantik den US-amerikanischen Dampfer African Star (Lage) mit 6.507 BRT. Er hatte 4.000 t Chrom, 1.200 t Asbest, 500 t Korbwaren, 250 t Korund sowie 250 t Kupferkonzentrat geladen. Das Schiff war auf dem Weg von Rio de Janeiro nach New York. Das Schiff wurde durch zwei Torpedos versenkt. Ein Seemann kam ums Leben, 86 konnten sich retten.
- Nach dem Umladen von Torpedos vom Oberdeck am 14. Juli 1943 traf es im Südatlantik 620 sm östlich von Rio de Janeiro am 15. Juli 1943 den britischen Dampfer Harmonic (Lage) mit 4.558 BRT. Das Schiff hatte 7.368 t Leinsamenöl an Bord und war auf dem Weg von Rosario und Buenos Aires über Freetown nach Großbritannien. Der Dampfer wurde durch zwei Torpedos versenkt. Es gab einen Toten und 46 Überlebende.
- Nachdem am 22. Juli 1943 zwei weitere Torpedos vom Oberdeck umgeladen worden waren, versenkte U 172 am 24. Juli 1943 im Südatlantik 420 sm südöstlich von Bahia den britischen Dampfer Fort Chilcotin (Lage) mit 7.133 BRT. Er hatte 9.103 t Eisenerz sowie Bergkristall geladen und war auf dem Weg von Rio de Janeiro über Freetown nach Großbritannien. Das Schiff wurde durch zwei Torpedos versenkt. Dabei kamen vier Seeleute ums Leben, 53 konnten sich retten.

Am 4. August 1943 trat U 172 den Rückmarsch an und traf am 11. August 1943 im Südatlantik auf Befehl des Befehlshabers der U-Boote Karl Dönitz mit U 185 und U 604 zusammen, um gemeinsam mit U 185 von dem durch einen Luftangriff zerstörten U 604 die Besatzung und Vorräte an Brennstoff und Proviant zu übernehmen. Da U 172 verspätet eintraf, erhielt U 185 sämtliche Vorräte, doch übernahm U 172 22 Mann von der 47-zähligen Besatzung von U 604, das danach selbstversenkt wurde. Während des Rettungsmanövers griff ein alliiertes Flugzeug U 172 an, wodurch ein Besatzungsmitglied getötet wurde.
Eine nochmalige Versorgung erfolgte am 25. August 1943. Das Boot erhielt 35 m³ Brennstoff von U 847. Über den Mittelatlantik, den Nordatlantik und die Biscaya lief U 172 nach 101 Tagen in See und einer zurückgelegten Strecke von ca. 14.430 sm über und 751 sm unter Wasser am 7. September 1943 um 15.00 Uhr wieder in Lorient ein. Es hatte auf dieser Unternehmung vier Schiffe mit 22.946 BRT versenkt.

### Sechste Unternehmung
Nach dem Kommandantenwechsel am 1. November 1943, lief das Boot am 13. November 1943 um 13.00 Uhr unter seinem neuen Kommandanten Oblt.z.S. Hermann Hoffmann von Lorient aus. Der Marsch erfolgte über die Biscaya, den Nordatlantik und den Mittelatlantik in die Nähe der Kanarischen Inseln. Am 11. Dezember 1943 wurde U 172 von U 219 mit Treibstoff und Proviant versorgt. Der Leitende Ingenieur von U 172, Oberleutnant (Ing.) Karl-Heinz Frohwein, ging auf U 219 über, um dort Leutnant (Ing.) Alfred Löffler als neuen Leitenden Ingenieur einzuweisen, und entging so der Versenkung. Die 30-tägige Unternehmung blieb ohne Erfolge und endete mit der Versenkung des U-Boots am 13. Dezember 1943, wobei 13 Mann ums Leben kamen und 46 gerettet wurden.

## Versenkung
Der US-amerikanische Flugzeugträger Bogue wurde aufgrund von Meldungen von COMINT (communications intelligence) über die Ansammlung deutscher U-Boot-Versorger südwestlich der Azoren alarmiert. Er fuhr sofort von Casablanca, wo er gebunkert hatte, dorthin. Am Morgen des 12. Dezember 1943 wurde U 172 südwestlich der Azoren von zwei Trägerflugzeugen vom Typ Grumman TBF Avenger der Squadron VC-19 angegriffen, die eine Sonarboje abwarfen. Das Feuer der Flak blieb wirkungslos. Das U-Boot tauchte nun ab, doch die Zerstörer George Badger, Osmond Ingram, Clemson und Dupont folgten den Signalen der Signalboje und spürten U 172 und U 219 auf. U 219 gelang es zu entkommen und am 1. Januar 1944 den Hafen von Bordeaux zu erreichen. U 172 jedoch wurde über einen Zeitraum von 27 Stunden ständig verfolgt. Um 14.30 Uhr griffen drei Avenger-Flugzeuge das zwischenzeitlich aufgetauchte U 172 an, das nun wieder abtauchte, und warfen erneut Sonarbojen ab. Die Zerstörer konnten über diese Bojen den Standort des U-Bootes anpeilen. Nach einer Stunde begannen die Zerstörer mit dem Werfen von Wasserbomben, das bis 22 Uhr andauerte. Gegen Mitternacht tauchte das U-Boot wieder auf und nahm einen der Zerstörer ins Visier, auf den, als das Boot auf 600 m herangekommen war, ohne Erfolg ein Torpedo geschossen wurde. U 172 musste rasch auf 200 m und dann auf 280 m Tiefe abtauchen, da es nun mit Wasserbomben und Hedgehog (Granatwaffe) angegriffen wurde. Am Morgen des 13. Dezember 1943 tauchte U 172 um kurz nach 9 Uhr neben dem nur etwa 200 m entfernten Zerstörer USS Osmond Ingram auf. Kommandant Hoffmann eröffnete mit einem Maschinengewehr das Feuer auf den Zerstörer, wobei ein Mann auf dem Zerstörer getötet und acht weitere verwundet wurden. Nun griffen jedoch sechs Trägerflugzeuge gleichzeitig an und feuerten auf die Männer auf dem U-Boot, von denen 12 im Kugelhagel starben. Darüber hinaus beschossen die Zerstörer das U-Boot mit Schiffsartillerie. Hoffmann gab nun den Befehl zur Selbstversenkung, der vom leitenden Ingenieur Alfred Löffler und dem Zentrale-Maat Arno Markgraf durchgeführt wurde, nachdem bis auf einen alle Mann das Boot verlassen hatten. Der Zweite Zentrale-Maat weigerte sich, von Bord zu gehen, und ging mit dem U-Boot unter, während Löffler und Markgraf im letzten Moment noch herauskamen. Das U-Boot sank am 13. Dezember 1943 um 10.16 Uhr im Mittelatlantik westlich der Kanarischen Inseln auf der Position 26° 29′ N, 29° 58′ W im Marine-Planquadrat DS 3138. Die Zerstörer entfernten sich zunächst, als das Boot sank, kehrten aber nach etwa zwei Stunden zurück. USS Osmond Ingram nahm 8 Mann aus U 172 an Bord, darunter Hoffmann, der durch Calciumhydroxid am Auge und im Mund verwundet war, und Markgraf. Ein Seemann aus dieser Gruppe hatte einen Zeh verloren. 15 Mann der U-Boot-Besatzung wurden von USS Clemson und 23 Mann von USS George Badger an Bord genommen, so dass insgesamt 46 U-Boot-Fahrer – 4 Offiziere, 14 Unteroffiziere und 28 Mannschaften – in US-amerikanische Kriegsgefangenschaft gerieten, während 13 starben. Sämtliche Gefangenen hatten Öl vom Ölteppich ihres gesunkenen U-Boots geschluckt und in ihre Augen bekommen. Sie wurden am 29. Dezember 1943 in den USA an Land gebracht.